# Ери (канал)
Каналът Ери (на английски: Erie Canal) е канал в щат Ню Йорк, САЩ. Дълъг е 84 km от река Хъдсън в Олбани до езерото Ери в град Бъфало. Каналът е построен, за да създаде плавателен воден път от град Ню Йорк и Атлантическия океан до Големите езера. Когато е завършен през 1825 г., е вторият по дължина канал в света (след Великия китайски канал) и спомага изключително много за развитието и икономиката на щата Ню Йорк, град Ню Йорк и САЩ.
Построяването на канала е предложено през 1780-те, впоследствие предложено и втори път през 1807. През 1808 е одобрено, финансирано и завършено проучването за построяването му. Поддръжниците на проекта постепенно надделяват над противниците. Строежът започва през 1817 г. Каналът има 24 номерирани шлюза. Разликата във височината в различните точки на канала достига около 565 фута (172 m). Открит е на 26 октомври 1825 г.
Движението по канала е по-бързо от това с животни и намалява цените за транспорт с около 95%. Каналът дава недостижимо предимство на град Ню Йорк в сравнение с всички други пристанищни градове в страната. Каналът води до увеличаване на броя на населението в западен Ню Йорк и отваря за заселване вътрешните западни части на страната. Разширен между 1843 г. и 1862 г. През 1855 каналът е в своя пик, когато се осъществяват 33 000 търговски пратки. През 1915 – 1918 г. западната част на канала е разширена, за да стане част от щатския канал на щат Ню Йорк, който също се простира до река Хъдсън, течаща успоредно на източната половина на канала Ери.